# Atta Muhammad Núr
Atta Muhammad Núr (* 1964, Mazáre Šeríf) je afghánský politik a podnikatel, etnický Tádžik.
Po sovětské invazi do Afghánistánu se Núr přidal k mudžahedínům. V roce 1992 byl jedním z jejich nejvýznamnějších velitelů v severním Afghánistánu.
Když se Tálibán v roce 1996 ujal moci, stal se Núr velitelem Severní aliance vedené Ahmadem Šáhem Masúdem. V letech 2004 až 2018 byl guvernérem provincie Balch. V provincii koncentroval obrovskou politickou i ekonomickou moc. Bývalý prezident Ašraf Ghaní v roce 2014 zbavil funkcí všech 34 afghánských guvernérů, Núr však svou pozici opakovaně odmítl opustit. Nový guvernér provincie Balch Mohammad Ishaq Rahguzar se ujal funkce teprve v lednu 2018.
V srpnu 2021 prchl před postupujícím Tálibánem z afghánského Mazáre Šerífu do Uzbekistánu.